# Волынский, Яков Васильевич Крюк
Яков Васильевич Волынский по прозванию Крюк (также упомянут, как Яковец с прозванием Щепа) — окольничий и постельничий во времена правления Ивана IV Васильевича Грозного.
Из дворянского рода Волынские, сын Василия Ивановича Волынского.

## Биография
На свадьбе князя Владимира Андреевича Старицкого с Евдокией Романовной Одоевской 28 апреля 1555 года упомянут дружкой. В 1562 года пожалован постельничим. В 1562 году в походе Государя к Полоцку, был при нём окольничим и постельничим. До 1594 года за ним с сыном Василием было поместье в Вяземском уезде в селе Середнем и деревнях Дубково, Ивашинье, Язвищево, Ивашинье-Холмино на речке Каменке и другие.
Умер в 1568 году в чине постельничего, погребён в Троице-Сергиевой лавре, а жена похоронена в Москве за Неглинной улицей у Егорья Великого.
Имел сына воеводу Волынского Василия Яковлевича Щепа.

## Критика
В поколенной росписи Г.А. Власьева он представлен сыном Василия Ивановича (№32), так как в Русской родословной книге он числится сыном Василия Никитича (№59). У Г.А. Власьева данное колено на одно выше и сделано это на основании показания окольничего Ивана Фёдоровича, правнука Якова Васильевича, согласно поколенной росписи поданной им 01 июня 1688 года в Палату родословных дел. В Русской родословной книге он показан окольничим и это подтверждается Древнейшими разрядными книгами. В послужном списке Древней Российской вивлиофики он числится только постельничим.